# Red Uno
Red Uno de Bolivia S.A. (anteriormente Red Unión Nacional de Organizaciones Televisivas S.A. abreviado Red UNO TV) é uma emissora de TV da Bolívia fundada em 1 de julho de 1985. 

## História

### Fundação
Red UNO iniciou suas operações de forma regular em 1 de julho de 1985. Com a união dos canais 11 de Oruro, 13 de Santa Cruz e 9 de Cochabamba.